# Río Mojotoro
Río Mojotoro är ett vattendrag i Argentina.   Det ligger i provinsen Salta, i den norra delen av landet, 1 300 km nordväst om huvudstaden Buenos Aires.
Omgivningen kring Río Mojotoro består till största delen av jordbruksmark. Området är  glesbefolkat, med 20 invånare per kvadratkilometer.